# Rose O'Neill
Rose O'Neill, född 1874, död 1944, var en amerikansk serietecknare. 
Hon är inkluderad i National Women's Hall of Fame. 